# Помаро Монферато
Пома̀ро Монфера̀то (на италиански: Pomaro Monferrato; на пиемонтски: Pumà, Пума) е село и община в Северна Италия, провинция Алесандрия, регион Пиемонт. Разположено е на 142 m надморска височина. Населението на общината е 386 души (към 2010 г.).